# Incursiones vikingas en Francia
Las incursiones vikingas en el territorio de la actual Francia son sobre todo conocidas por las crónicas escritas por clérigos que a menudo exageraban su amplitud e importancia. Casi no dejaron rastro material, aparte de algunas armas y objetos principalmente dragados en la parte  normanda del Sena.

## Vikingos
Los hombres del norte, calificados indistintamente en la Edad Media como «normandos»  (Nortmanni) o «daneses» (Dani),  son hoy más conocidos bajo el nombre de vikingos. Se aprovecharon de las luchas internas entre los tres emperadores carolingios  (Lotario, Carlos el Calvo y Luis el Germánico). Procedentes de Noruega, Dinamarca o más raramente de Suecia, multiplicaron las incursiones de saqueo y destrucción desde principios del siglo IX.

#### Primeras incursiones

Incursiones vikingas de los siglos IX y X en Bretaña, Alain Barbetorte obtuvo una victoria decisiva sobre ellos en el campamento de Péran en 936. Aparte de Péran y Landévennec, el mapa de los campamentos vikingos supuestos o existentes es supuesto.

## Cronología

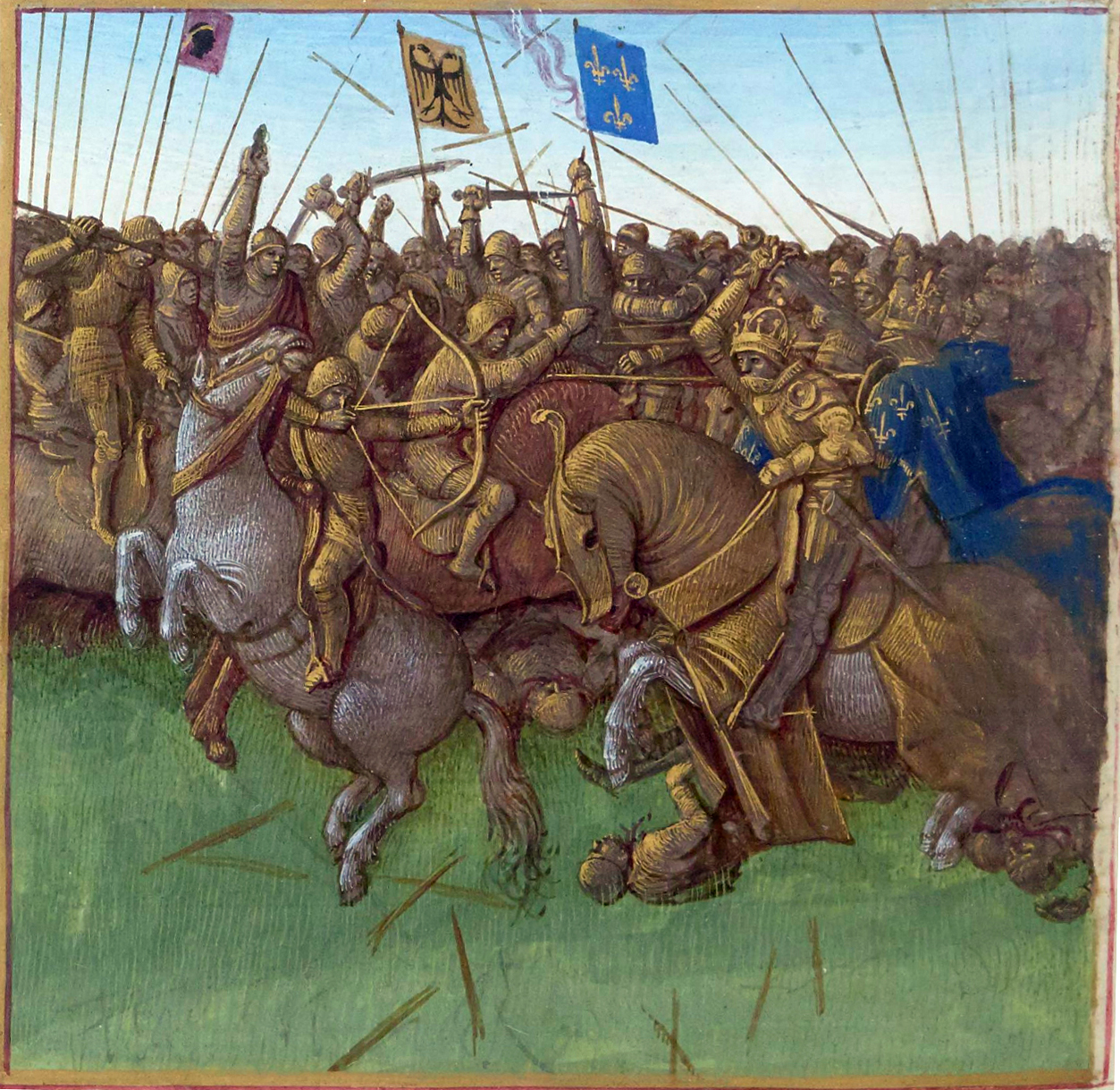
La victoire de Louis III et Carloman II sur les Vikings en 879. Enluminure de Jean Fouquet ornant un manuscrit des Grandes Chroniques de France, vers 1455-1460.

### Principios delsigloIX, incursiones costeras
Las primeras incursiones vikingas buscaban la proximidad de la costa, saqueando los lugares mal defendidos y partiendo rápidamente. El oeste de Francia experimentó entonces una inseguridad que recordaba a la era de las grandes invasiones. Los vikingos saquearon las costas del Canal de la Mancha y del Atlántico y luego, remontando los ríos (en particular el Sena, el Loira y el Garona), atacaron las ciudades y los monasterios situados más en el interior del país.
El primer golpe de mano registrado en el territorio de la actual fue en 799 en las costas de Aquitania. La primera incursión vikinga en Neustria está atestiguada en 820. Los  Annales Royales indican que una flota de 13 barcos de «Nordmannia», es decir, de Escandinavia, primero intentó saquear las costas de Flandes, pero allí fueron rechazados. Otra operación, siempre según los Annales, tuvo lugar en la desembocadura del Sena.y los vikingos perdieron cinco hombres y luego se retiraron sin haber obtenido nada. Los Anales también atribuyen a esta misma flota el ataque a la isla de Bouin, pero quizás se tratase de vikingos noruegos llegados del mar de Irlanda.

#### Mediados delsigloIX, los vikingos remontan el curso de los ríos
Alrededor de 830, arribaron grupos más grandes que penetraron cada vez más en el interior país, devastando y saqueando principalmente iglesias y monasterios. Capturaban a los ricos (personas importantes y de alto rango) y los devolvían a cambio  de rescates o se apoderaban de los más pobres y los tomaban como esclavos.
En 841, entraron por primera vez en aguas del Sena, incendiaron Rouen y las abadías de Jumièges y Fontenelle, y luego regresaron a sus embarcaciones.
El 24 de junio de 843, los vikingos navegaron por el estuario del Loira y llegaron hasta Nantes, que entonces era uno de los principales puertos comerciales del Imperio carolingio. Saquearon la ciudad, durante las celebraciones de San Juan y masacraron a muchos habitantes, clérigos y laicos, y al propio obispo Gohard de Nantes en la catedral. Luego se confinaron en la desembocadura del Loira, en las islas de Bouin y de Noirmoutier desde donde asolaron el ducado de Aquitania durante diez años.
En 845, una tropa procedente directamente de Dinamarca, entró por el Sena con ciento veinte navíos, llegó a París el 28 de marzo, víspera de Pascua, y entró allí sin resistencia porque los habitantes habían huido. Todos los monasterios de los alrededores también fueron abandonados. El de Saint-Germain fue quemado. Carlos el Calvo, incapaz de repelerlos por la fuerza, les dio 7000 libras de plata como precio por su partida. Otras incursiones vikingas tuvieron lugar en el Poitou y en el valle de Charente.
En 850, Carlos el Calvo cedió algunas tierras cerca del Sena a Horik II para detener los pillajes. Pero estos normandos no eran lo suficientemente fuertes para resistir otras invasiones, ni estaban dispuestos a una vida pacífica. Tan pronto como se presentaba la oportunidad, se unían a los saqueadores que acudían constantemente a las costas, o se constituyeron en agresores, cuando los países devastados que les fueron dados como hogar ya no bastaron para su codicia.
En 851, Hasting, un jefe vikingo descrito por Guillaume de Jumièges como el «educador» de Björn Costado de Hierro el hijo de Ragnar Lodbrok, marchó al frente de sus tropas sobre Rouen y Beauvais. Derrotados en Vardes, los vikingos se diseminaron por el campo e incendiaron la abadía de Saint-Germer-de-Fly, arrasaron la diócesis de Thérouanne, las ciudades de Saint-Quentin, Noyon y sus alrededores, la abadía de Saint-Médard de Soissons, la abadía de Sainte-Geneviève de París, y todos los edificios en los alrededores de París.
En 852, una flota dirigida por Godfrid Haraldsson remontó el Sena. A ella se unieron los 250 barcos de Sydroc, que acababa de cosechar importantes éxitos en la costa de Frisia. Los escandinavos se atrincheran en una pequeña isla en el Sena, «Givaldi-Fossa» (probablemente Jeufosse, no lejos de Vernon). Lotario I y Carlos el Calvo uneieron sus fuerzas, en vano. Carlos debió volver a pagar un tributo (danegeld) para obtener la salida de los vikingos. Sydroc dejó las orillas del Sena solo para unirse al Loira y causar nuevos estragos allí. Nantes, la abadía de Saint-Florent-le-Vieil, Angers, Tours, la abadía Saint-Martin, Luçon y Blois fueron saqueadas e incendiadas.

#### Vikingos puestos en jaque (segunda mitad delsigloIX)
En 854, Agius, obispo de Orleans, y Burchard, obispo de Chartres, reunieron contra ellos una flota y un ejército, y salvaron Orleans. Según los Anales de Fulda, ese mismo año, todos los normandos estacionados en las distintas partes del Imperio franco dejaron sus conquistas para ir a tomar parte en una guerra civil en Dinamarca, entre Horik I y Gudurm (también con los nombres de Guthorm y Guttorm), uno de sus sobrinos, quien, expulsado del reino por él, había ejercido hasta entonces el oficio de pirata. Horik, Guthorm y casi todos los demás miembros de la familia real perecieron en una gran batalla, a excepción de un niño, Horik II.
Desde 855, los normandos noruegos llegaron a la desembocadura del Loira y luego invadieron Burdeos, atacaron Poitiers por tierra, pero fueron repelidos. Dueños de Nantes, fueron expulsados por los normandos daneses aliados con Erispoë. Para vengarse entraron en el Vilaine, donde hicieron sus acostumbrados estragos.
Los normandos daneses vencedores en Nantes, dirigidos por Sidroc, entraron en el Sena, remontaron hasta Pîtres, en la confluencia del Andelle, y, reunidos con una nueva flota, hicieron una incursión en el Perche, pero fueron vencidos por las tropas del rey Carlos el Calvo.
En 856, los normandos del Loira tomaron y saquearon Orleans. Otros entraron en el Sena, saquearon los monasterios situados en ambas orillas y se fortificaron en Jeufosse para pasar allí el invierno. El 28 de diciembre invadieron y quemaron París.
En 857, los normandos del Loira, unidos por Pipino I de Aquitania, devastaron Poitiers y otros lugares de los alrededores.
En 858, los normandos  se atrincheraron en la isla de Oissel, formada al sur de Rouen por los desvíos del Sena, y Carlos el Calvo fue a sitiarlos allí, pero amenazado por su hermano Luis II de Germania, que venía a usurpar sus estados, se retiró a toda prisa., y los normandos se apoderaron de sus barcos. Una vez establecidos en  Oissel, los normandos podían llegar a París siempre que quisieran. Comenzaron atacando y quemando Noyon, mataron al obispo Ymon y se llevaron a una multitud de cautivos.
En 859, las incursiones vikingas se multiplicaron sobre varios puntos: Frise, Brabante, el Escalda, el Somme; contorneando la península ibérica, los vikingos entraron en el Mediterráneo y remontaron el Ródano.
En la primavera de 859, los vikingos de Weland remontaron el Somme, saquearon Saint-Valery y Amiens, pero fueron derrotados ante Corbie en julio-agosto del mismo año y se replegaron.
La isla de la Camarga fue invadida, saqueada e incendiada al mismo tiempo. Los normandos del Ródano remontaron hasta Valence, luego regresaron a la Camarga, y desde allí partieron hacia Italia, asolaron Pisa y otras ciudades.
Los pueblos entre el Sena y el Loira, desesperados de las continuas vejaciones de un enemigo despiadado que los oprimía por ambos lados, se levantaron contra los normandos del Sena, pero los señores del país, haciendo causa común con sus nuevas huestes, se unieron a ellos y los destruyeron fácilmente.
En 860,  Carlos el Calvo negoció con los normandos del Somme, comandados por Weland, para luchar contra los normandos del Sena. Exigió el pago de 3000 libras de plata. Carlos recaudó esta suma de las iglesias, comerciantes y las granjas incluso a las de los pobres; pero al no poder completarlo, les dio rehenes. Estos, mientras tanto, fueron a atacar a los anglosajones, quienes los rechazaron.

### Apogeo de las incursiones vikingas

#### Los vikingos en los alrededores de París
En enero de 861 los normandos del Sena, comandados por Björn Costado de Hierro, regresaron por tercera vez a París, que incendiaron, así como la iglesia de Saint-Germain. Persiguieron a los mercaderes de la ciudad, que huían por el Sena arriba, y los tomaron prisioneros, luego regresaron a Oissel. Tras asolar Thérouanne, los normandos del Somme, comandados por Weland, acudieron a atacarles allí, a cambio de un tributo de 5000 libras pagadas por el rey (se habían vuelto más exigentes desde el año anterior) así como de grandes cantidades de ganado y cereales, con el fin de evitar que los vikingos vivieran en el país. Los normandos del Sena, reducidos al extremo, capitularon y entregaron a los sitiadores 6000 libras, mitad de oro, mitad de plata. Reunidos todos, pensaron en volver al mar, pero, detenidos por la tempestad, se confinaron en grupos en los puertos del Sena. Weland, con los normandos del Somme, subió a Melun, los normandos del Sena se detuvieron en la abadía de Saint-Maur.
Después de este tercer asedio, Carlos II el Calvo organizó la defensa de las regiones situadas entre el Sena y el Loira, creando la marca de Neustria que confió a Robert el Fuerte, conde de Anjou. Éste se enfrentó valientemente a los normandos y murió luchando contra ellos, en 866.
En 862, mientras Carlos el Calvo esperaba en Senlis que su ejército se reuniera, para proteger las orillas del Oise, del Sena y del Marne, y detener los estragos de los normandos, supo que algunos de los que estaban en Saint-Maur-des-Fossés se dirigían hacia Meaux con pequeñas embarcaciones. Corrió allí, restauró y protegió el puente de Trilbardou, aguas abajo de Meaux, para cerrar el regreso a los normandos, y colocó tropas en ambas orillas del Marne. No obstante, los normandos quemaron la ciudad de Meaux. A su regreso, viéndose encerrados, pidieron un alojamiento, proponiendo devolver los prisioneros que habían tomado desde su entrada en el Marne, y regresar por mar con los demás normandos del Somme, o si estos últimos se negaban, a ayudar al rey para hacerles la guerra. Habiendo entregado diez rehenes, regresaron a Saint-Maur-des-Fossés, donde estaban sus compañeros. Veinte días después, Weland, jefe de la otra banda, vino a prestar juramento de fidelidad a Carlos el Calvo con su pueblo. Luego toda la flota reunidad descendió aguas abajo hasa Jumièges, donde se resolvió reparar las naves y esperar el equinoccio de primavera.
Reparados los navíos, los vikingos se dividieron: la mayoría, junto con otros que habían asolado España, fueron a unirse con Salomón de Bretaña, duque de Bretaña, pero Roberto el Fuerte les quitó doce navíos en el Loira y luego, por 6000  libras de plata, los normandos del Sena' 'se comprometieron a luchar con él contra Salomón,  antes de que este pudiera atraerlos a su bando. Weland, en lugar de conducir a sus pueblos a nuevas conquistas, se dirigió a Carlos el Calvo con su esposa e hijos, y abrazó el cristianismo.
El rey, para prevenir nuevas incursiones, hizo levantar en  Pîtres imponentes construcciones, estableció puestos militares a orillas del Oise, del Sena y del Marne, y ordenó la construcción de un gran puente sobre el Sena para la defensa de París. Este puente aún no estaba construido en 866, ya que ese año los normandos remontaron el Sena hasta Melun.
En 863 y 864, la furia de los normandos del Sena pareció disminuir, pero los de Loira proseguían sus estragos. Invadieron Poitiers, quemaron la iglesia de Saint-Hilaire y saquearon los alrededores de Angulema. Desde allí, penetraronen Auvernia, incendiaron Clermont y regresaron impunemente a sus barcos.
En 865, incendiaron la abadía de Fleury y la ciudad de Orleans, que ya habían saqueado en 856, mientras otro grupo sobornado por Pipino II de Aquitania sitiaba Toulouse.
Los normandos volvieron a entrar en el Sena y enviaron a doscientos de ellos hasta París en busca de vino. Luego asolaron durante quince días los alrededores de  Saint-Denis y regresaron a su campamento, situado cerca de este monasterio. Esos largos desastres, esos reveses humillantes no fueron suficientemente contrarrestados por algunos éxitos temporales. Roberto el Fuerte, uno de los guerreros más infatigables de la época, encargado de defender las arcas de Neustria, es decir,  el Maine y el Anjou,  contra estos bárbaros, salió victorioso de varias batallas, pero el reducido número de normandos que cayeron bajo sus golpes demostró que era aún más difícil sorprenderlos que vencerlos, o que, reducidos a pequeños ejércitos, los duques y los condes solo podía medirse a débiles destacamentos enemigos. Finalmente pereció él mismo, en 866, en una lucha contra Hasting.
En 865, Carlos el Calvo, asustado por el saqueo de Melun, concluyó una paz con los normandos del Sena que trajo algunos años de calma a esa parte del reino. Les dio 4000 libras de plata, entregó a los prisioneros que se habían escapado con la noticia del tratado, creyendo que los liberaba o les pagaba el precio, y los normandos que podrían haber muerto durante la discusión de los artículos. Los normandos abandonaron el Sena y varios cruzaron a Italia.

#### Resistencia a los vikingos
En 867-868, los normandos del Loira  incendiaron Bourges, extorsionaron de nuevo Orléans, pero fueron derrotados por los habitantes de Poitiers.
En 869, Carlos II el Calvo había instado a los habitantes de Le Mans y de Tours a fortificarse para proteger al resto de la población contra los normandos. Estos últimos, al oír esta noticia, tomaron la iniciativa, y exigieron de esta gente una gran cantidad de dinero, trigo y vino, como precio de la paz que estaban dispuestos a concederles. No se sabe si lo respetaron, pero es posible, porque durante unos años la historia guarda silencio sobre sus depredaciones. Además, a fuerza de desgracias, los pueblos habían recobrado el valor y se habían endurecido, los normandos fueron resistidos más a menudo y, a veces, incluso atacados.
En 873, Carlos el Calvo se comprometió a expulsarlos de Angers. Reunido con Salomón, duque de Bretaña, les desalojó de esa ciudad en octubre.
En 876, mientras que Carlos el Calvo se dirigía a Aix-la-Chapelle para apoderarse del reino de Luis el Germánico, los normandos entraban en el Sena con una flota de cien barcos encabezados por un líder que iba a fijar sus destinos, Rollo que se estableció en Ruán.
En 877, Carlos el Calvo, que acababa de ser derrotado en la batalla de Andernach por su sobrino Luis, prometió a los normandos 5000 livres de plata, a condición de que abandonaran el reino. En consecuencia, en una asamblea en Compiègne, se decidió que se debería establecer un impuesto sobre todas las propiedades civiles y eclesiásticas de Francia y de Borgoña, para alejar a los normandos del Sena y sobre las de Neustria para los normandos del Loira. También ordenó poner a París en estado de defensa, y reparar los castillos a orillas del Sena y del Loira, entre otros el de  Saint-Denis.
En 879, mientras Conrado, conde de París, y Gozlin, entonces abad de Saint-Germain, llamaron a Luis de Sajonia a Francia, en detrimento de los hijos de Luis el Tartamudo, y que Boson, alentado por su esposa, se hizo proclamar rey de Provenza por veintiocho arzobispos y obispos reunidos en Mantaille, Luis III y Carlomán II y Carlos el Gordo, fueron a enfrentarse a los normandos del Loira, que avanzaban por tierra y asolaban el país, cerca del río  Vienne.

#### Los vikingos entre Somme y el Escalda
Pero nuevos invasores, encabezados por el rey Gurmond y atraídos a Francia por Esimbard, un noble francés deshonrado por el rey, desembarcaron en las costas de Flandes y tomaron, saquearon e incendiaron la ciudad de Thérouanne. Luego descendieron por el Escalda, arrasaron e incendiaron en sus dos orillas los monasterios y ciudades, Gante, Tournai, Courtrai, y parte de Brabante. Desde allí, descendiendo hacia el sur, saquearon todo el país entre el Escalda y el Somme, incendiaron Arrás, Cambrai, Saint-Riquier, Saint-Valery-sur-Somme, Amiens y Corbie. Cruzaron al Somme y asolaron el país hasta Beauvais.
En 881,  Luis III luchó victoriosamente contra los vikingos que regresaban de Beauvais, en Saucourt-en-Vimeu Esta batalla, en la que habrían perecido cerca de 8000 vikingos, incluido su líder, tuvo tal repercusión que fue inmortalizada por el Cantar de Luis (el Ludwigslied). También se la menciona en la canción de gesta Gormont e Isembart.

#### Los vikingos del Mosa
En 882,  después de la muerte de Luis III y Luis de Sajonia, los normandos, unidos bajo Sigfried y Godofredo, habían entrado en la Galia por el Rin, el Mosa y el Escalda. El emperador Carlos el Gordo marchó entonces contra los normandos del Mosa, quienes, después de añadir a sus pillajes la ruina de Tréveris y amenazar a Metz, incluido el obispo  Wala que había perecido luchando contra ellos en la batalla de Remich, se habían atrincherado en un lugar llamado Ascaloha (Elsloo o Asselt, en Limburgo), cerca del Mosa, a 14 millas del Rin.

#### Los vikingos entre el Oise y el Escalda
Una segunda tropa de normandos, salió de Condé-sur-l'Escaut, donde se había acuartelado, y, avanzando, asoló los alrededores de Laon y luego se dirigió hacia Reims, con la intención, después de haber tomado esta ciudad, de regresar por Soissons y Noyon luego completan el sitio de Laon. Al acercarse, anunciados por el incendio de los pueblos vecinos, el venerable Hincmaro se refugió en Épernay, donde pronto murió, después de un episcopado de treinta y siete años. Como los bárbaros no pudieron entrar en Reims,  Carloman atacó a uno de sus grupos cerca del Aisne., mató a casi mil de ellos y tomó su botín. Los normandos abandonaron Condé por segunda vez, asolaron las regiones hasta el Oise, derribaron las murallas de las ciudades, destruyeron monasterios e iglesias de arriba abajo, mataron a espada o de hambre a los siervos de Dios, o los vendieron más allá de los mares, y masacraron a todos los habitantes agrícolas. Nadie se les resistió. Hugo el abad, habiendo reunido un ejército, llegó para a unirse a Carlomán, y en el bosque de Vicoigne, persiguieron y dispersaron una tropa de normandos que regresaban del saqueo.
Del 885 al 887, París fue sitiada por cuarta vez. El pago de tributos por parte del rey Carlos III el Gordo, tras un asedio de dos años, contribuyó al desprestigio de la dinastía carolingia y al florecimiento de lo que sería la dinastía de los Capetos.

El ducado de Normandía entre 911 y 1050.

En 911, el tratado de Saint-Clair-sur-Epte dio a Rollon el condado de Rouen, la base del futuro ducado de Normandía.

### Fin de los saqueos
...
Las incursiones vikingas cesaron en el primer cuarto del siglo XI. Alrededor de 1015, los condados de Blois y Chartres fueron devastados por dos «reyes» escandinavos, Olaf y Lacman, quizás los responsables del último ataque vikingo a Dol-de-Bretagne que tuvo lugar en 1014.

## Consecuencias

### Consecuencias religiosas
- Dispersión de las reliquias del oeste y del centro de Francia.
- Destrucción de edificios religiosos en el oeste y centro de Francia.

### Nacimiento del feudalismo
...
Esta sección está vacía, insuficientemente detallada o incompleta. ¡Tu ayuda es bienvenida! Como hacer ?

## Razones de los éxitos vikingos: el caso franco
Aunque después del evento de 799 se tomaron rápidamente medidas defensivas, el hecho fue que las incursiones vikingas siguieron siendo extremadamente efectivas durante todo el  siglo IX. Este éxito se explica principalmente por la velocidad de ejecución de la máquina militar vikinga, eficiente e innovadora. Además, la decadencia política del Imperio franco después de 830 ciertamente facilitó la tarea de los atacantes.

### Ventajas militares vikingas
Las primeras incursiones vikingas se dirigieron principalmente a objetivos situados cerca de la costa y consistieronn principalmente en saquear pueblos o monasterios con pocos medios, para poder volver a mar abierto con riquezas ganadas rápidamente. Pero desde 830, flotas más grandes atacaron objetivos (especialmente iglesias o monasterios) dentro del país. Los exploradores o espías reconocerán los lugares y, a veces, incluso se quedarían en territorio franco. La isla de Noirmoutier, situada cerca de la desembocadura del Loira, fue uno de los primeros lugares que sirvió como base fija para los vikingos. Desde los años 860, los vikingos se propusieron conquistar y colonizar territorios. Este cambio de objetivo requería un ejército más numeroso y mejor organizado. Los daneses en particular lograron reunir varias bandas para un propósito específico. En 885, 886 y 887, un ejército transportado por 700 navíos se presentó ante París. De hecho, contrariamente a lo que la lectura de las crónicas monásticas intenta hacer creer, los asaltantes nunca formaron una marea humana que se derramaba sobre Francia. De hecho, Escandinavia, entonces como ahora, estaba escasamente poblada y no podía abrumar a Occidente en número.
Sus barcos de guerra, llamados langskip o snekkja (el término «drakkar» es un neologismo), fueron las herramientas del éxito de los invasores. Generalmente de unos veinte metros de eslora y movidos a remo y vela, esos barcos tenían un casco de tablillas que ofrecía flexibilidad y ligereza. Con su calado poco profundo, esas cualidades les permitieron remontar ríos con facilidad. Los vikingos también podían transportar su flota por tierra durante una buena distancia: durante el asedio de París, incluso la habrían arrastrado fuera del Sena para volver a ponerla en el agua dos mil pies más allá, Sena arriba.. Prefiriendo caminar, los vikingos hicieron poco uso de los caballos, que eran difíciles de conseguir.
Al no luchar en el mar, estos hombres del Norte no serían, estrictamente hablando, piratas; su flota solo se utilizaba para el transporte.
Las armas escandinavas no eran superiores a las de los francos. Los guerreros solían estar armados con hachas, grandes gladius pesadas, lanzas, jabalinas y escudos. La gran hacha escandinava (sostenida con dos manos) se igualaba con la calidad de las espadas y broignes francos. También utilizaban espadas de origen anglosajón así como arcos y flechas. Fueron las tácticas de los vikingos y no su armamento lo que los hacía tan peligrosos. Utilizaron en particular el efecto sorpresa. Pero esa ventaja desaparecía cuando remontaban los ríos y en el interior del país porque la noticia de su presencia se transmitía rápidamente de pueblo en pueblo. Fuentes francas revelan que los invasores supieron atrincherarse en fortificaciones que ellos mismos erigieron.
Durante una incursión, los vikingos mataban o se llevaban cautivos. La noticia de esta violencia causaba terror entre los nativos que se apresuraban a huir o pagaban un tributo. Esta intimidación fue un disuasivo formidable cuyos efectos sobre el adversario, aunque no cuantificables, seguramente jugaron un papel importante en el éxito de las incursiones vikingas en Francia occidental.

### Ineficacia de los carolingios ante el invasor
La incursión precursora de 799 obligó a Carlomagno a tomar medidas defensivas. El rey inició la construcción de una flota de guerra y colocó centinelas y puestos de guardia en la costa (especialmente en los puertos y en las desembocaduras de los ríos). Carlomagno murió en 814 y el dispositivo pareció funcionar ya que en el año 820 por ejemplo, una flota vikinga tuvo que dar la vuelta frente al estuario del Sena. Sin embargo, después de 830, las incursiones exitosas se multiplicaron.
Una primera razón de su fracaso, habría sido que los francos experimentaban en ese momento divisiones internas que estaban resquebrando el imperio. El poder de Luis el Piadoso fue disputado por sus hijos y una vez muerto el padre en 840, se disputaron la herencia territorial. El tratado de Verdún en 843 sancionó la división del imperio en tres reinos: Carlos II el Calvo recibió en particular Francia Occidental, germen de la actural Francia. Este acuerdo no detuvo la guerra, sin embargo, el rey tuvo que hacer frente a la disidencia de Aquitania., al empuje bretón, al ascenso al poder de la aristocracia sin olvidar las ambiciones de su hermano Luis II de Germania. En 858, por ejemplo, Carlos tuvo que cancelar su campaña contra los vikingos porque los aristócratas se habían rebelado y su hermano había invadido el reino. Los escandinavos aprovecharon esta inestabilidad para incendiar ciudades y monasterios y obtener un botín considerable.
Sin embargo, a partir de la década de 860, las invasiones declinaron y se dirigieron en cambio hacia Gran Bretaña. Las disposiciones defensivos puestas en marcha por Carlos el Calvo parecían estar dando sus frutos. En sectores regularmente invadidos, se habían establecido castillos  (castella), a veces sin el consentimiento real. Puentes fortificados, como el de Pont-de-l'Arche sobre el Sena, bloqueaban el recorrido de los ríos. El rey carolingio encomendó grandes mandos militares a los principales jefes de la aristocracia. Roberto el Fuerte se convirtió, por ejemplo, en marqués de Neustria y su ejército derrotó a los normandos en la batalla de Brissarthe el 2 de julio de 866. Costosa victoria ya que en esta lucha Roberto el Fuerte y Ranulfo I de Poitiers encontraron la muerte.
A finales de la década de 870, los escandinavos invadieron de nuevo el reino. Ahora eran más numerosos y estaban organizados para la conquista de territorios. Al mismo tiempo, la realeza carolingia vacilaba tras la muerte de Carlos el Calvo. Los reinados fueron efímeros: Luis II el Tartamudo reinó durante dos años (877-879). La esperanza se reavivó cuando en 881 el rey Luis III derrotó a un gran ejército vikingo en la batalla de Saucourt-en-Vimeu, luego en 885 cuando el conde Eudes impidió la captura de París. Pero más a menudo, los carolingios se sometieron a sus adversarios. En varias ocasiones pagaron la partida de los hombres del norte. Aunque logró reconstituir el imperio de Carlomagno reuniendo a los diversos reinos francos, el emperador Carlos III el Gordo utilizó este medio financiero para deshacerse de los vikingos que aún asediaban París.
En 911, el conde Ricardo de Borgoña derrotó al ejército de Rollon (?-c. 930), su líder, durante el sitio de Chartres. El rey Carlos III el Simple, nieto de Carlos el Calvo, pudo así negociar con Rollo tras su derrota en Borgoña. Le cedió, bajo condiciones, los territorios alrededor de Ruan, el embrión del futuro ducado de  Normandía. Esta decisión apaciguó las incursiones escandinavas en Neustria. En otros lugares, la resistencia de la población y de los jefes locales obligó a los hombres del norte a retirarse.